# Гафт Олександр Михайлович
Олександр Михайлович Гафт (1 жовтня 1907, Ромни, Російська імперія — не раніше 1954, СРСР) — радянський оператор ігрового та документального кіно, фронтовий кінооператор у роки німецько-радянської війни.

## Життєпис
Народився 1907 року в Ромнах Полтавської губернії (з 1939 року — Сумської області) в єврейській сім'ї  . У період 1922—1930 років працював кіномеханіком у Центральному клубі хіміків у Києві . З березня 1932 року — на кінофабриці «Таджиккіно» у Сталінабаді . У 1933—1936 роках — на Московській фабриці «Росфільм» (кіностудія «Мосфільм» — з 1936 року), де як асистент оператора брав участь у створенні фільму «Пампушка» (1934) та інших. Паралельно, до 1935 року, навчався на операторському факультеті Вищого державного інституту кінематографії.
З 1937 по 1939 рік працював на «Ашхабадській студії художніх і хронікально-документальних фільмів», де дебютував як оператор-постановник, у 1940—1941 роках — на «Союздитфільмі»  .
З початку німецько-радянської війни призваний до лав Червоної армії у званні старший технік-лейтенант, з червня 1942 року — оператор в кіногрупі Брянського фронту  (Орловська стратегічна наступальна операція «Кутузов»)  .
З вересня 1943 року перебував у кіногрупі 2-го Прибалтійського фронту , де було знято: «Переслідування Невельського угруповання німців», «Старорусько-Новоржевська операція», «Режицько-Двінська операція», «Мадонська операція») . Крім фільмів, є автором сюжетів для кіноперіодики «Союзкіножурнал»  .
У 1943 році в період літнього наступу наших військ у районі Орла — Мценська перебував у складі бойових порядків наступаючих частин і зняв ряд бойових визначних епізодів звільнення цих міст.
За ряд бойових зйомок наступальних операцій та звільнення міст представлений до державної нагороди.
З характеристики безпосереднього начальника Гафта по Брянському та 2-му Прибалтійському фронтам:

Тов. Гафт — кваліфікований кінооператор та культурний офіцер.
Матеріал, знятий ним, відрізняється гарними фотографічними якостями та виконанням.
— Начальник киногруппы 2-го Прибалтийского фронта капитан Р. Гиков. 28 лютого 1945 року.
З вересня 1944 року — оператор кіногрупи 2-го Білоруського фронту . У період із серпня 1945 до жовтня 1945 року перебував у Північній групі військ у Польщі  .
З травня 1947 року знову повернувся до кіностудії «Мосфільм», де працював другим оператором на фільмах «Російське питання» (1947), «Секретна місія» (1950) та інших. З грудня 1954 року звільнений зі студії «за станом здоров'я» (через втрату працездатності)  .

## Фільмографія
- 1937 — Два брата
- 1943 — Орловська битва (у співавторстві)
- 1943 — Орловський плацдарм (у співавторстві)[11]
- 1944 — Битва за Прибалтику (не завершён; у співавторстві)[12]
- 1944 — Восьмий удар (у співавторстві)
- 1945 — Берлінська конференція (у співавторстві)
- 1945 — У лігві звіра (фронтовий спецвипуск № 4) (у співавторстві)
- 1945 — У Померанії (фронтовий спецвипуск № 5) (у співавторстві)
- 1945 — Парад Перемоги (ч/б варіант; у співавторстві)

## Нагороди
- орден Червоної Зірки (15 жовтня 1944) ;
- медаль «За перемогу над Німеччиною у Великій Вітчизняній війні 1941—1945 рр.» (1945)[8] ;
- медалі СРСР [5] .